# Le Festin (roman)
 (août 2024).
Pour les articles homonymes, voir Festin.
Le Festin (titre original : The Feast) est un roman publié de l'écrivaine britannique Margaret Kennedy, publié en 1950 au Royaume-Uni, et en 1951 en France,, sous le titre "La Fête". Une réédition Française est publiée en 2022 sous le titre "Le Festin".
Ce roman de fiction, relate la semaine précédant l'effondrement d'une falaise sur un hôtel de vacances, et le quotidien de leurs occupants avant l'accident - dont sept trouveront la mort - tout en dressant un portrait social de l'Angleterre d'après-guerre.

## Résumé
À la fin de l'été 1947, le révérend Gerald Seddon rejoint son ami le révérend Samuel Bott dans les Cornouailles, pour passer plusieurs semaines de vacances. Bott est embêté : il doit rédiger un sermon à la mémoire de sept personnes englouties dans l'effondrement d'une falaise sur l'hôtel de Pendizack - fragilisée par l'explosion d'une mine marine - mais les témoignages troublants des survivants sur les événements passés l'empêchent de trouver les bons mots.
Le récit remonte alors sept jours avant l'accident, pour retracer journée par journée les agissements des vingt-trois personnages réunis dans l'hôtel, dans un contexte encore marqué par les pénuries de l'après-Seconde Guerre mondiale. Le roman alterne entre les points de vue de personnages aux horizons sociaux différents. Durant cette dernière semaine, plusieurs résidents se rapprochent, s'émancipent ou se déchirent alors que les enfants des différentes familles préparent une fête - un "festin". Les véritables caractères de chaque protagoniste se dévoilent au fur et à mesure tandis que le jour de l'accident se rapproche.

## Personnages
Les deux personnages de l'introduction sont les révérends Gerald Seddon et Samuel Bott.
Les protagonistes résidents de l'hôtel sont :
- La famille Siddal, gérant l'hôtel Pendizack, composée de Mrs Siddal, son époux Dick, et leurs trois fils, Gerry, Robin et Duff
- La famille Gifford, composée de Lady Eirene, Sir Henry, et leurs quatre enfants, Hebe, Caroline, Luke et Michaël
- Mr et Mrs Paley, couple ayant perdu un enfant
- La veuve Mrs Cove, et ses trois filles Blanche, Beatrix et Maud
- Le chanoine Wraxton, et sa fille Evangeline
- L'auteure à succès Anna Lechene, et son chauffeur Bruce
- Le personnel de l’hôtel constitué de Miss Dorothy Ellis et Miss Nancibel Thomas

## Analyse
Les paragraphes suivants dévoilent plusieurs éléments de l'intrigue.

### Genèse du roman
Cathy Rentzenbrink, dans une postface au roman, indique que le concept de base de l'histoire est apparu en 1937 lors d'un échange entre Margaret Kennedy et plusieurs amis romanciers. Ceux-ci développèrent l'idée d'un recueil de nouvelles collectif dont chacune serait basée sur un des sept péchés capitaux. Si le projet n'aboutit finalement pas, Kennedy développe séparément l'idée d'un récit réunissant les sept péchés, sous la forme de personnages dans une auberge. Par la suite, le développement de l'idée s'enrichit du contexte historique de l'Angleterre durant les années 1940, dont la société est confrontée à la Seconde Guerre Mondiale et aux bombardements. Les protagonistes du roman et leurs relations sont ainsi affectés directement par les conséquences du conflit (pénuries, rationnements, retrouvailles après séparations, rancœurs, etc...), la plus marquante d'entre-elles étant l'effondrement de la falaise, fragilisée quelques mois plus tôt par l'explosion d'une mine marine dans ses grottes.

### Style narratif et littéraire
A l'exception de l'introduction se déroulant après les événements de Pendizack, le roman adopte une narration linéaire, structurée en sept parties, chacune nommée suivant le jour décrit, du samedi jusqu'au vendredi, jour de l'effondrement de la falaise. Cette narration se complète par une alternance entre les formats de récit: narration directe au point de vue omniscient, extraits de lettres, ou de journaux intimes écrits par les personnages eux-mêmes.

### Symbolisme
Le paragraphe ci-dessous dévoile la résolution de l'intrigue.
Parmi les vingt-trois personnages résidant ou travaillant dans l'hôtel de Pendizack, sept présentent des traits de caractères et des agissements en cohérence avec les sept péchés capitaux. Bien que le terme ne soit jamais explicitement indiqué dans le récit, il est possible de constater au-delà des comportements de ces sept personnages, un rapport entre leurs initiales et les défauts correspondants. Les sept protagonistes - qui trouveront la mort dans l'effondrement de la falaise - sont les suivants:
- Mr Dick Siddal (la paresse; "Sloth" en anglais), qui se refuse à aider son épouse Mrs Siddal, dans la gestion de l'hôtel, et qui néglige les conseils d'évacuation de la part du géomètre vis-à-vis de l'état de la falaise.
- Lady Eirene Gifford (la gourmandise; "Gluttony" en anglais), dont l'obsession et les importantes demandes au personnel ne concernent que la nourriture.
- Mr Paley (l'orgueil; "Pride" en anglais), dont la supériorité et la rancune le mènent à négliger la souffrance de son épouse.
- Mrs Cove (l'avarice; "Greed" ou son synonyme "Covetousness" en anglais), recherchant la moindre économie au détriment du bien-être de ses filles.
- Le chanoine Wraxton (la colère; "Wrath" en anglais), qui multiplie scènes de scandale et accès de colère en public.
- Anna Lechene (la luxure; "Lust" en anglais), qui use de son statut pour séduire de jeunes écrivains, et attire la jeune Hebe dans une fête alcoolisée entre adultes.
- Miss Dorothy Ellis (l'envie; "Envy" en anglais), qui se répand régulièrement en médisances sur les occupants de l'hôtel.